# Joseph E. Smadel
Joseph Edwin Smadel (* 10. Januar 1907 in Vincennes, Indiana; † 21. Juli 1963) war ein US-amerikanischer Mediziner und Virologe.
Smadel war der Sohn eines Arztes, studierte an der University of Pennsylvania und erhielt seinen M.D.-Abschluss in Medizin an der Washington University School of Medicine 1931. Er wandte sich bereits in St. Louis der Virologie zu und setzte das in New York am Rockefeller Institute bei Homer Swift und Thomas M. Rivers fort und er arbeitete insbesondere mit Rivers zusammen. 
Im Zweiten Weltkrieg war er als Chef-Virologe des First Medical General Laboratory der US-Army in Europa. Dabei befasste er sich unter anderem mit einer Typhus-Epidemie in der Mittelmeerregion im Mai 1943 und unternahm 1948 (als Leiter der Abteilung für Virologie und Rickettsien des Vorläufers des späteren Walter Reed Army Institute of Research, WRAIR) Feldstudien in Kuala Lumpur, die die Wirksamkeit von Chloramphenicol gegen Typhus und Typhus-ähnliche Erkrankungen bewiesen. Er blieb bis 1956 beim WRAIR und war in dieser Zeit an Forschungsprogrammen gegen Leptospirose, Pest, Hämorrhagisches Fieber, Arbovirus-Erkrankungen, Cholera, Rickettsien, Typhus und Durchfallerkrankungen beteiligt. 
1956 wurde er Associate Director der National Institutes of Health. 1963 wurde er dort Leiter des Labors für Virologie und Rickettsien, was er bis zu seinem Tod blieb.
1957 wurde Smadel in die National Academy of Sciences gewählt, 1962 erhielt er den Lasker~DeBakey Clinical Medical Research Award.
Die Infectious Diseases Society of America (IDSA) benannte die Joseph E. Smadel Lectures nach ihm.